# Mühlen (Steiermark)
Mühlen ist eine Marktgemeinde mit 865 Einwohnern (Stand 1. Jänner 2024) im Gerichtsbezirk bzw. Bezirk Murau in der Steiermark.

## Geografie

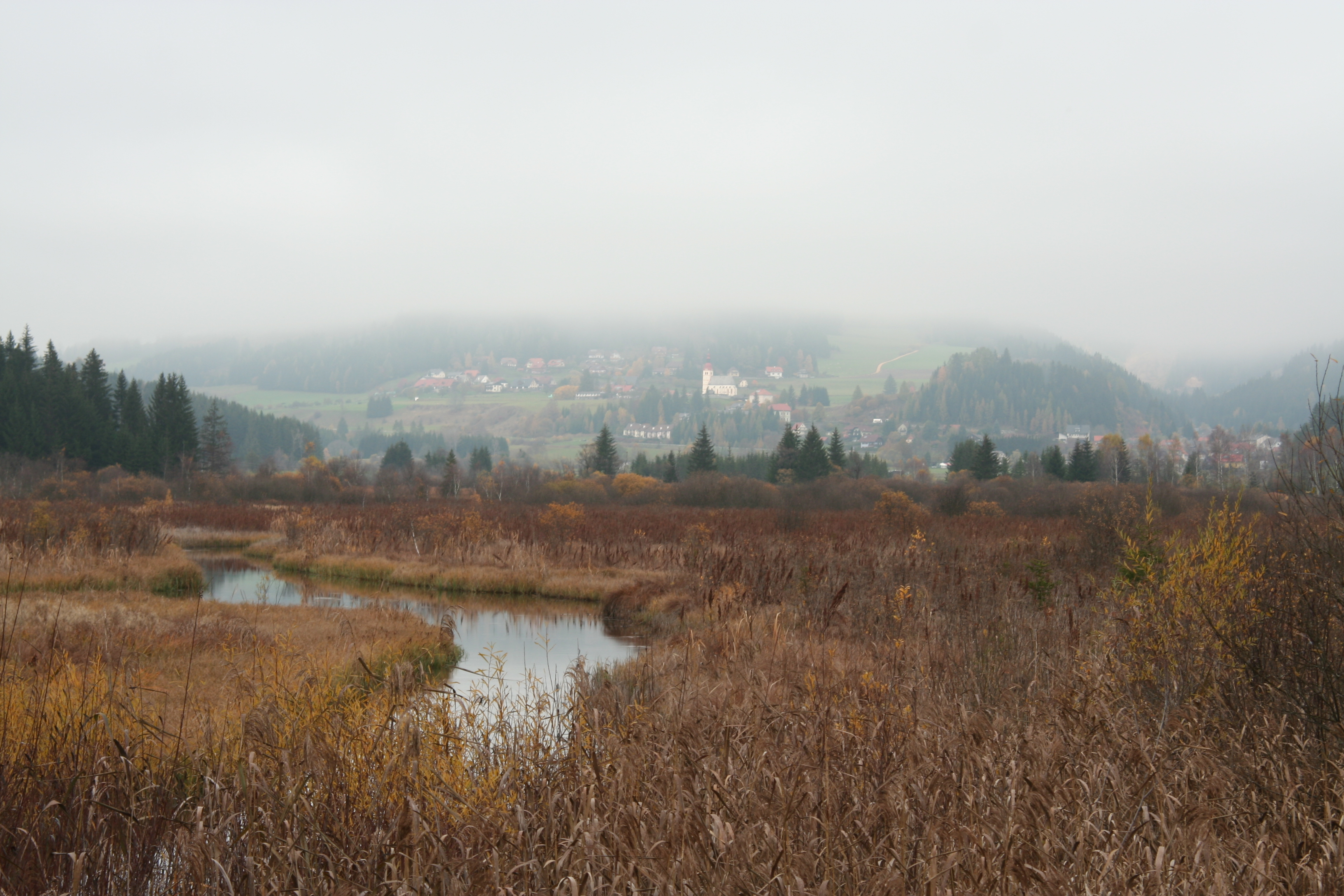
Hörfeld Moor

Mühlen liegt ca. 28 Kilometer südöstlich von Murau. Der tiefste Punkt der Gemeinde ist im Nordwesten an der Olsa, in einer Höhe von 800 Meter über dem Meer. Nach Osten steigt das Land zu einer Hochfläche mit rund 1000 Meter Seehöhe an. Dies ist das bewohnte Gebiet, das im Süden zur Grenze nach Kärnten von knapp 1500 Meter hohen bewaldeten Bergen begrenzt wird. Weiter nach Osten steigt das Gemeindegebiet zum Zirbitzkogel auf 2396 Meter an.
Die Gemeinde hat eine Fläche von 50,8 Quadratkilometer. Davon wird ein Viertel landwirtschaftlich genutzt, fast sechzig Prozent sind bewaldet und vierzehn Prozent sind Almen.

### Mühlner Badesee
Der Mühlner Badesee ist ein aufgestauter Teich, der sich ungefähr einen Kilometer nördlich von Mühlen befindet. Er hat eine Wasserfläche von ca. 7 Hektar. Der Badesee ist bei Fischern sehr beliebt, da jedes Jahr zahlreiche Fische eingesetzt werden. Der Fischbestand beläuft sich auf Karpfen, Hechte, Zander, Schleien, Barsche, Rotfedern und Welse. 2004 wurde ein Rundweg um den Teich angelegt, der es Spaziergehern ermöglicht, sich den Teich von allen Richtungen aus anzusehen.

### Gemeindegliederung
Das Gemeindegebiet umfasst folgende vier Ortschaften (in Klammern Einwohnerzahl Stand 1. Jänner 2024):
- Jakobsberg (197)
- Mühlen (298)
- Noreia (84)
- Sankt Veit in der Gegend (286)

Die Gemeinde besteht aus den Katastralgemeinden Jakobsberg, Mühlen, Noreia und St. Veit.

### Nachbargemeinden
| Neumarkt      |                                             |                 |
|               | Kompassrose, die auf Nachbargemeinden zeigt | Obdach (MT)     |
| Friesach (SV) |                                             | Hüttenberg (SV) |

## Geschichte
Das früheste Schriftzeugnis ist lateinisch 1200 und lautet „aput Molendium“. Der Name geht auf den althochdeutsch muli (Mühle) zurück.
Die politische Gemeinde Mühlen wurde 1849/50 errichtet. Mit 1. Jänner 1965 wurden die vormals eigenständigen Gemeinden Mühlen, Jakobsberg, Noreia (diese Gemeinde hieß vor 1930 Sankt Margarethen am Silberberg) und Sankt Veit in der Gegend zur Gemeinde Mühlen vereint.
→ siehe auch: Noreia (Noricum)

## Kultur und Sehenswürdigkeiten

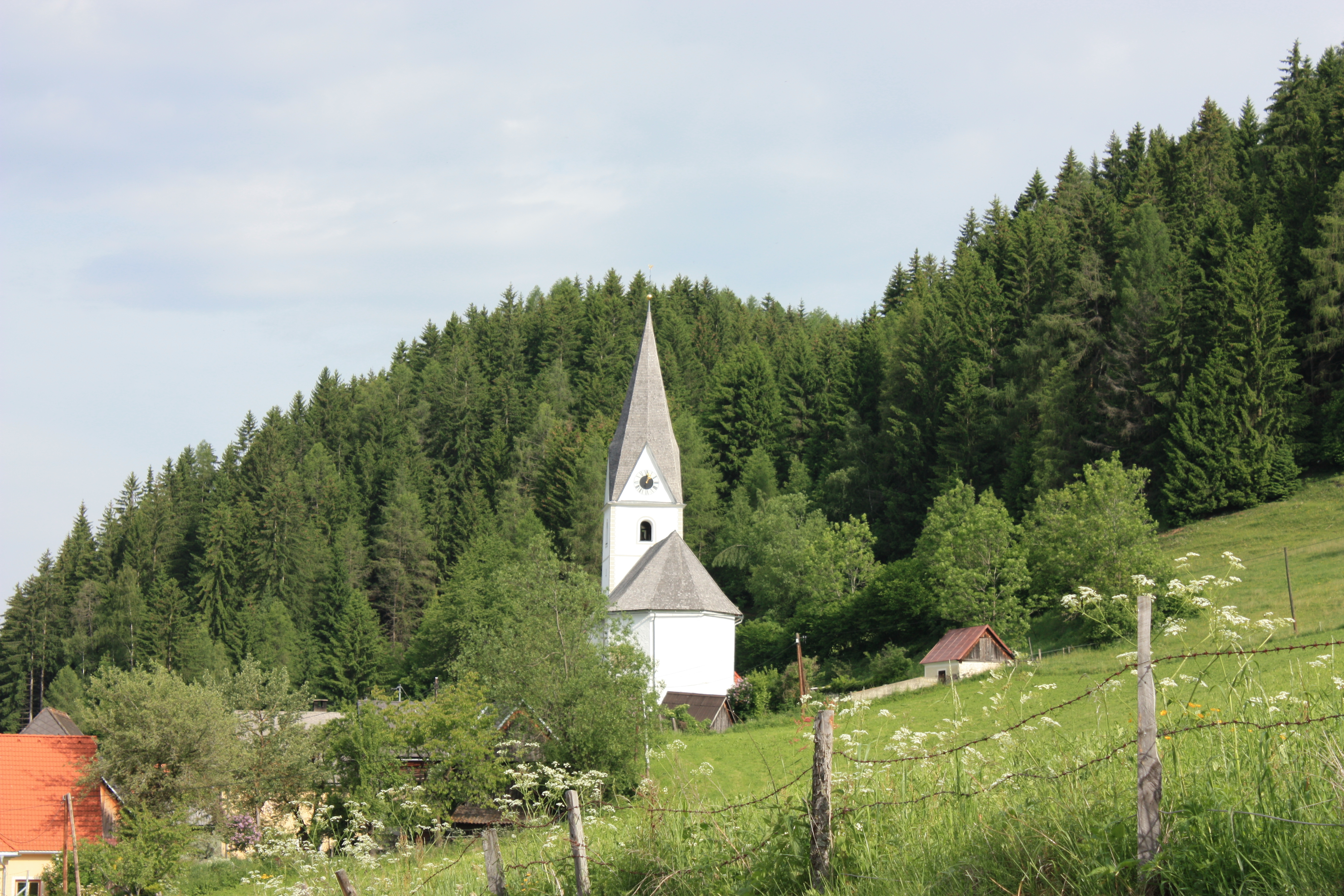
Pfarrkirche Noreia

- Katholische Pfarrkirche Noreia hl. Margareta
- Katholische Pfarrkirche St. Veit in der Gegend

## Wirtschaft und Infrastruktur

### Wirtschaftssektoren
Die folgende Tabelle zeigt die Entwicklung der Anzahl der Betriebe und der Beschäftigten in den Wirtschaftssektoren:
| Wirtschaftssektor            | Anzahl Betriebe | Anzahl Betriebe | Anzahl Betriebe | Erwerbstätige | Erwerbstätige | Erwerbstätige |
| Wirtschaftssektor            | 2021            | 2011            | 2001            | 2021          | 2011          | 2001          |
| ---------------------------- | --------------- | --------------- | --------------- | ------------- | ------------- | ------------- |
| Land- und Forstwirtschaft 1) | 50              | 77              | 82              | 53            | 59            | 61            |
| Produktion                   | 11              | 10              | 7               | 34            | 20            | 18            |
| Dienstleistung               | 32              | 33              | 24              | 69            | 96            | 72            |

1) Betriebe mit Fläche in den Jahren 2010 und 1999, Arbeitsstätten im Jahr 2021

### Tourismus
- Die Gemeinde ist Mitglied im Naturpark Zirbitzkogel-Grebenzen.

## Politik

### Gemeinderat
| Seit dem Jahr 2015 hat der Gemeinderat 9 Mitglieder, davor waren es 15. - Mit den Gemeinderatswahlen in der Steiermark 1985 hatte der Gemeinderat folgende Verteilung: 8 SPÖ, 5 ÖVP und 2 FPÖ. - Mit den Gemeinderatswahlen in der Steiermark 1990 hatte der Gemeinderat folgende Verteilung: 8 SPÖ, 5 ÖVP und 2 FPÖ. - Mit den Gemeinderatswahlen in der Steiermark 1995 hatte der Gemeinderat folgende Verteilung: 8 SPÖ, 5 ÖVP und 2 FPÖ. - Mit den Gemeinderatswahlen in der Steiermark 2000 hatte der Gemeinderat folgende Verteilung: 8 SPÖ, 6 Roman Scheuerer Heimatliste Zukunft für Mühlen und 1 FPÖ. - Mit den Gemeinderatswahlen in der Steiermark 2005 hatte der Gemeinderat folgende Verteilung: 9 SPÖ, 5 Heimatliste Scheuerer und 1 FPÖ. (15 Mitglieder) - Mit den Gemeinderatswahlen in der Steiermark 2010 hatte der Gemeinderat folgende Verteilung: 8 SPÖ, 5 ÖVP und 2 FPÖ. (15 Mitglieder) - Mit den Gemeinderatswahlen in der Steiermark 2015 hatte der Gemeinderat folgende Verteilung: 6 SPÖ, 2 ÖVP und 1 FPÖ. - Mit den Gemeinderatswahlen in der Steiermark 2020 hat der Gemeinderat folgende Verteilung: 6 SPÖ und 3 ÖVP. | Hier fehlt eine Grafik, die leider im Moment aus technischen Gründen nicht angezeigt werden kann. Wir arbeiten daran! |

### Bürgermeister
- 2003–2024 Herbert Grießer (SPÖ) († am 19. Jänner 2024)[14][15]
- 2024–2025 Christian Steibl (SPÖ)[16]
- seit 2025 Mario Pichler (ÖVP)[17]

### Wappen
Die Verleihung des Gemeindewappens erfolgte mit Wirkung vom 1. April 1985.
Wappenbeschreibung: In Rot ein herschauender silberner Löwe, in den Vorderpranken ein silbernes Mühlrad haltend.

## Persönlichkeiten

### Ehrenbürger
- 1982 Hans Gross (1930–1992), Landeshauptmann-Stellvertreter

### Söhne und Töchter der Gemeinde
- Arnold Plankensteiner (1824–1878), Mühlen- und Realitätenbesitzer, Politiker, Mitglied des Abgeordnetenhauses 1867–1869[19]